# Argüelles (metropolitana di Madrid)
Argüelles è una stazione della metropolitana di Madrid, capolinea della linea 4 e fermata delle linee 3 e 6.
Si trova sotto all'incrocio tra le vie Princesa, Alberto Aguilera e Marqués de Urquijo, tra i distretti di Moncloa-Aravaca e Chamberí.
La denominazione è un omaggio all'avvocato e politico spagnolo Agustín Argüelles.

## Storia
La stazione fu inaugurata il 15 luglio 1941 come capolinea della linea 3. I binari si trovano sotto alla Calle de la Princesa, tra le vie Alberto Aguilera e Altamirano. Nelle estati tra il 2004 e il 2006 fu ristrutturata completamente per renderla accessibile a persone con disabilità, inoltre le banchine furono allungate da 60 a 90 m.
I binari della linea 4 si trovano sotto alla calle de Alberto Aguilera tra le vie Gaztambide e Andrés Mellado. Sono situati alla stessa profondità della stazione della linea 3. Le due linee comunicano tra loro attraverso un vestibolo comune situato nell'intersezione tra la Calle de la Princesa e la Calle de Alberto Aguilera. Argüelles è capolinea di questa linea e la stazione ha una banchina centrale e una laterale. Fu inaugurata il 23 marzo 1944.
La linea 6 si trova a maggiore profondità e i suoi binari sono paralleli a quelli della linea 3. La stazione di questa linea fu aperta nel 1996.

## Accessi
Ingresso Alberto Aguilera
- Princesa: Calle de la Princesa 56 (angolo con Calle de Alberto Aguilera)
- Alberto Aguilera: Calle de Alberto Aguilera 70 (angolo Calle de Gaztambide)
- Ascensore: Calle de Alberto Aguilera 70 (angolo con Calle de Gaztambide)

Ingresso Altamirano
- Altamirano: Calle de la Princesa 65 (angolo con Calle de Altamirano)

Ingresso Guzmán el Bueno
- Guzmán el Bueno: Calle de Alberto Aguilera 62 (tra Calle de Andrés Mellado e Calle de Guzmán el Bueno)
- Ascensore: Calle de Alberto Aguilera 62